# Thimert-Gâtelles
Thimert-Gâtelles és un municipi francès, situat al departament de l'Eure i Loir i a la regió de Centre – Vall del Loira. L'any 2007 tenia 1.068 habitants.

## Demografia

### Població
El 2007 la població de fet de Thimert-Gâtelles era de 1.068 persones. Hi havia 385 famílies, de les quals 86 eren unipersonals (39 homes vivint sols i 47 dones vivint soles), 106 parelles sense fills, 169 parelles amb fills i 24 famílies monoparentals amb fills.
La població ha evolucionat segons el següent gràfic:
Habitants censats

### Habitatges
El 2007 hi havia 473 habitatges, 397 eren l'habitatge principal de la família, 50 eren segones residències i 26 estaven desocupats. 469 eren cases i 4 eren apartaments. Dels 397 habitatges principals, 338 estaven ocupats pels seus propietaris, 52 estaven llogats i ocupats pels llogaters i 7 estaven cedits a títol gratuït; 2 tenien una cambra, 14 en tenien dues, 55 en tenien tres, 109 en tenien quatre i 217 en tenien cinc o més. 306 habitatges disposaven pel capbaix d'una plaça de pàrquing. A 156 habitatges hi havia un automòbil i a 220 n'hi havia dos o més.

### Piràmide de població
La piràmide de població per edats i sexe el 2009 era:
| Homes | Edats   | Dones |
| ----- | ------- | ----- |
| 0     | 95 o +  | 0     |
| 4     | 90 a 94 | 0     |
| 4     | 85 a 89 | 8     |
| 8     | 80 a 84 | 8     |
| 16    | 75 a 79 | 12    |
| 24    | 70 a 74 | 12    |
| 16    | 65 a 69 | 36    |
| 28    | 60 a 64 | 28    |
| 4     | 55 a 59 | 16    |
| 44    | 50 a 54 | 16    |
| 20    | 45 a 49 | 36    |
| 44    | 40 a 44 | 28    |
| 44    | 35 a 39 | 40    |
| 40    | 30 a 34 | 48    |
| 28    | 25 a 29 | 16    |
| 12    | 20 a 24 | 16    |
| 24    | 15 a 19 | 36    |
| 36    | 10 a 14 | 36    |
| 64    | 5 a 9   | 16    |
| 44    | 0 a 4   | 20    |

## Economia
El 2007 la població en edat de treballar era de 657 persones, 537 eren actives i 120 eren inactives. De les 537 persones actives 513 estaven ocupades (282 homes i 231 dones) i 25 estaven aturades (13 homes i 12 dones). De les 120 persones inactives 47 estaven jubilades, 34 estaven estudiant i 39 estaven classificades com a «altres inactius».

### Ingressos
El 2009 a Thimert-Gâtelles hi havia 417 unitats fiscals que integraven 1.143,5 persones, la mediana anual d'ingressos fiscals per persona era de 19.147 €.

### Activitats econòmiques
Dels 43 establiments que hi havia el 2007, 1 era d'una empresa extractiva, 3 d'empreses de fabricació d'altres productes industrials, 14 d'empreses de construcció, 10 d'empreses de comerç i reparació d'automòbils, 2 d'empreses de transport, 1 d'una empresa d'hostatgeria i restauració, 3 d'empreses financeres, 4 d'empreses immobiliàries, 4 d'empreses de serveis i 1 d'una entitat de l'administració pública.
Dels 16 establiments de servei als particulars que hi havia el 2009, 4 eren tallers de reparació d'automòbils i de material agrícola, 2 paletes, 2 guixaires pintors, 3 fusteries, 3 lampisteries, 1 electricista i 1 restaurant.
L'únic establiment comercial que hi havia el 2009 era un supermercat.
L'any 2000 a Thimert-Gâtelles hi havia 41 explotacions agrícoles que ocupaven un total de 4.288 hectàrees.

## Equipaments sanitaris i escolars
El 2009 hi havia una escola elemental.

## Poblacions més properes
El següent diagrama mostra les poblacions més properes.